# دنيس هاريس
دنيس هاريس (1911 في المملكة المتحدة - 17 ديسمبر 1959 في المملكة المتحدة) (بالإنجليزية: Dennis Harris)‏ هو لاعب كريكت بريطاني (وحمل سابقاً جنسية المملكة المتحدة لبريطانيا العظمى وأيرلندا). لعب مع نادي وارويكشاير للكريكيت ‏.

## وصلات خارجية
- دنيس هاريس على موقع إي آس بي آن كريك إنفو (الإنجليزية)